# Peter Jecklin
Peter Jecklin (* 25. Oktober 1955 in Chur) ist ein Schweizer Schauspieler.

## Leben
Nach der Ausbildung zum Schauspieler von 1980 bis 1983 am Konservatorium für Musik und Theater Bern (heute Hochschule der Künste Bern) war Peter Jecklin unter anderem am Stadttheater Bern, am Theater Basel, und am Deutschen Schauspielhaus Hamburg fest engagiert.
Er arbeitete unter anderem mit Jossi Wieler, Wilfried Minks, Matthias Hartmann, Dimiter Gotscheff, Hans Hollmann, Anselm Weber, Andrea Breth, Johann Kresnik, Samuel Schwarz, Stephan Müller und Mark Zurmühle.
In den Jahren von 1996 bis 2004 arbeitete Peter Jecklin als Dozent für Schauspiel an der Hochschule der Künste Bern. Zurzeit arbeitet er als freier Schauspieler.

## Filmografie
- 2005: Grounding – Die letzten Tage der Swissair, Regie: Michael Steiner
- 2005: Havarie, Regie: Xavier Koller
- 2006: Marmorera, Regie Markus Fischer
- 2006: Liebe & Wahn, Regie: Mike Huber
- 2007: Hunkeler macht Sachen, Regie: Markus Fischer
- 2007: Canzun Alpina, Regie: Sören Senn
- 2008: Heldin der Lüfte, Regie: Mike Huber
- 2008: Eine bärenstarke Liebe, Regie: Mike Eschmann
- 2008: Champions, Regie: Riccardo Signorell
- 2008: Flug in die Nacht – Das Unglück von Überlingen, Regie: Till Endemann
- 2010: Sennentuntschi, Regie: Michael Steiner
- 2010: Zu Zweit, Regie: Barbara Kulcsar
- 2012: Tatort: Skalpell, Regie: Tobias Ineichen
- 2013: Clara und das Geheimnis der Bären, Regie: Tobias Ineichen
- 2013: Recycling Lily, Regie: Pierre Monnard
- 2013: Akte Grüninger, Regie: Alain Gsponer
- 2013: Die Schweizer – Les Suisses – Gli Svizzeri – Ils Svizzers, Regie: Dominique Othenin-Girard
- 2014: Ziellos (Fernsehfilm), Regie: Niklaus Hilber
- 2014: Der Kreis, Regie: Stefan Haupt
- 2014: Liebe und Zufall, Regie: Fredi M. Murer
- 2015: Heimatland, Regie: Michael Krummenacher, Jan Gassmann, u. a.
- 2015: Schellen-Ursli, Regie: Xavier Koller
- 2015: Heidi, Regie: Alain Gsponer
- 2015: Upload, Regie: Tobias Ineichen
- 2016ː Finsteres Glück, Regie: Stefan Haupt
- 2016: Gotthard, Regieː Urs Egger
- 2017: Die letzte Pointe, Regie: Rolf Lyssy
- 2017: Seitentriebe, Regie: Güzin Kar, Markus Welter
- 2018: Generalstreik 1918, Regie: Daniel von Aarburg
- 2018: Amur senza fin, Regie: Christoph Schaub
- 2019: Tatort: Ausgezählt, Regie: Katalin Gödrös
- 2020: Tatort: Züri brännt, Regie: Viviane Andereggen
- 2020: Moskau Einfach!, Regie: Micha Lewinsky
- 2021: Tatort: Schoggiläbe, Regie: Viviane Andereggen
- 2022: Tatort: Schattenkinder
- 2022: Tatort: Risiken mit Nebenwirkungen, Regie: Christine Repond
- 2022–2025: Die Beschatter (Fernsehserie, 5 Folgen), Regie: Michael Steiner
- 2023: Tatort: Seilschaft
- 2023: Tatort: Blinder Fleck
- 2024: Tatort: Von Affen und Menschen
- 2024: Tatort: Fährmann
- 2025: Tatort: Rapunzel

## Auszeichnungen und Preise
- 2015: Schweizer Filmpreis als Bester Darsteller in einer Nebenrolle für Der Kreis
- 2003: Kulturpreis der Stadt Chur